# 贺恒扬
贺恒扬（1960年7月—），河南南召人，1984年毕业于西南政法大学法律专业，同年到河南省人民检察院工作，1999年取得郑州大学刑法学法学硕士学位。

## 生平
曾任河南省人民检察院研究室主任，洛阳市人民检察院常务副检察长，鹤壁市人民检察院检察长。
2003年8月任河南省人民检察院副检察长，2016年2月升任河南省人民检察院常务副检察长。
2017年1月19日，在重庆市四届人大第五次会议第三次全体会议上，当选为重庆市人民检察院检察长。2017年2月24日，第十二届全国人大常委会第26次会议批准任命贺恒扬为重庆市人民检察院检察长。为二级大检察官。2018年2月24日，当选为第十三届全国人大代表。